# Aedes culicinus
Aedes culicinus är en tvåvingeart som beskrevs av Edwards 1922. Aedes culicinus ingår i släktet Aedes och familjen stickmyggor. Inga underarter finns listade i Catalogue of Life.